# 42 Dywizjon Rakiet Taktycznych

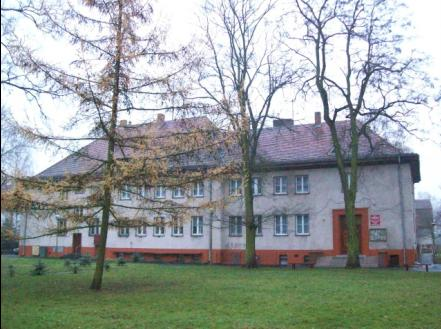
Choszczno – w tym mieście stacjonowała jednostka

42 Dywizjon Artylerii (42 da) / 42 Dywizjon Rakiet Taktycznych (42 drt) – oddział Wojsk Rakietowych i Artylerii ludowego Wojska Polskiego.

## Formowanie i zmiany organizacyjne
Jeszcze wiosną 1963 uruchomiono proces formowania dywizjonów rakiet taktycznych, które postanowiono włączyć w skład dywizji ogólnowojskowych.
Zarządzeniem szefa SG WP nr 0117/Org. z 30 lipca 1968 na etatach 4/243 sformowano od nowa 42 dywizjon artylerii przeznaczony dla 3 Pomorskiej Dywizji Zmechanizowanej.
W skład dywizjonu początkowo wchodziły: dowództwo i sztab, bateria dowodzenia, dwie baterie startowe (w każdej jedna wyrzutnia), pluton obsługi technicznej i pluton zaopatrzenia.
Dywizjon stacjonował w Choszcznie. Jednostka posiadała etat nr 30/110 i uzbrojona była w dwie wyrzutnie 2P16. Zgodnie z dyslokacją, na czas pokoju, podporządkowany był dowódcy Pomorskiego Okręgu Wojskowego.
Zarządzeniem szefa SG WP nr 042/ Org. z 18 listopada 1982 przeformowano dywizjon z etatu 30/172 na 30/244 przezbrajając go z dwóch wyrzutni 2P16 na dwie 9P113.
Pod koniec 1988 42 dywizjon rakiet taktyczny posiadał etat nr 30/244, a jego podstawowe wyposażenie stanowiły dwie wyrzutnie 9P113.

## Dowódcy dywizjonu
- mjr Lucjan Kozoń (od 1968)
- mjr Józef Kumor
- mjr Jan Stokowski (do 1989)

## Struktura organizacyjna
dowództwo i sztab
- bateria dowodzenia
- 2 baterie startowe
  - dwa plutony
- pluton obsługi technicznej
- pluton remontowy
- pluton zaopatrzenia
- pluton medyczny

Razem w drt:
- 4 wyrzutnie rakiet taktycznych R-70